# Jan Vahrenhold
Jan Vahrenhold (* 2. April 1973 in Münster) ist ein deutscher Informatiker, der sich mit Algorithm Engineering und effizienten Algorithmen befasst. Er ist als Hochschullehrer am Fachbereich Mathematik und Informatik der Universität Münster tätig.

## Leben
Vahrenhold ist ehemaliger Schüler des Gymnasiums Paulinum in Münster. Er studierte von 1992 bis 1996 an der WWU Münster die Fächer Mathematik, Informatik, Klassische Philologie und Erziehungswissenschaften. Im Jahr 1999 wurde er bei Klaus Hinrichs an der WWU Münster mit der Dissertation External-Memory Algorithms for Geographic Information Systems im Fach Informatik promoviert. 2004 erfolgte die Habilitation im Fach Informatik an der WWU Münster.
Von 2000 bis 2006 war Vahrenhold als wissenschaftlicher Assistent am Institut für Informatik der WWU Münster tätig, bevor er auf eine Professur für Grundlagen und Vermittlung der Informatik an die Technische Universität Dortmund berufen wurde. Seit 2012 ist Vahrenhold W3-Professor für Praktische Informatik an der WWU Münster.
Vahrenhold beschäftigt sich in der Forschung schwerpunktmäßig mit algorithmischer Geometrie sowie Algorithm Engineering und Ressourceneffizienz. Ein weiteres Arbeitsgebiet ist die Didaktik der Informatik.